# La guerra de los locos
La guerra de los locos es una película española de 1986 de género dramático ambientada en la guerra civil española. Fue dirigida por Manolo Matji y protagonizada por José Manuel Cervino y Francisco Algora. También cabe destacar, que fue el primer largometraje del director Manolo Matji.

## Sinopsis
En los comienzos de la guerra civil española, varios internos de un hospital psiquiátrico aprovechando la confusión provocada por la llegada de las tropas nacionales, se fugan del centro que previamente ya controlaban aprovechando la huida del director, que había delegado sus responsabilidades en las religiosas. En la huida, los pacientes se encuentran con un grupo de anarquistas con quienes comparten cruentos episodios bélicos.

## Reparto
| Actor                 | Personaje         |
| --------------------- | ----------------- |
| José Manuel Cervino   | Angelito Delicado |
| Francisco Algora      | Domi              |
| Álvaro de Luna        | Rubio             |
| Pedro Díez del Corral | Rufino            |

## Recepción
Hoy en día la película ha sido valorada en portales cinematográficos. En IMDb, por ejemplo, el largometraje obtiene una media ponderada de 6,6 sobre 10.

## Palmarés cinematográfico
II edición de los Premios Goya
| Categoría            | Persona             | Resultado |
| -------------------- | ------------------- | --------- |
| Mejor actor          | José Manuel Cervino | Candidato |
| Mejor guion original | Manolo Matji        | Candidato |